# Carlos Eduardo Bueno Vargas
Carlos Eduardo Bueno Vargas (Barrancabermeja, siglo XX) es un militar colombiano, Oficial General de la Fuerza Aérea Colombiana. Sirvió como Comandante de la Fuerza Aérea entre julio de 2015 y diciembre de 2018.

## Biografía
Ingresó a la Escuela Militar de Aviación Marco Fidel Suárez (EMAVI) en 1980, graduándose como Subteniente el 1 de diciembre de 1982. Se desempeñó como Comandante de la Fuerza Aérea Colombiana desde el 6 de julio de 2015 hasta el 14 de diciembre de 2018.

### Estudios
Es Profesional en Administración Aeronáutica del Instituto Militar Aeronáutico, (IMA) “Capitán José Edmundo Sandoval”, Especialista en Seguridad y Defensa Nacional de la Escuela Militar de Cadetes General José María Córdova, Máster en Administración con especialidad en Alta Dirección de la Universidad Autónoma de Guadalajara y Máster en Ciencias de la Administración de la Universidad Autónoma del Caribe.
Así mismo, ha realizado cursos de Seguridad Industrial (Fuerza Aérea Colombiana), Inglés, Exterior (International Negotiations for Executives, Universidad de Georgetown), Curso Tierra Piloto CTT-C130 B/H-P (Fuerza Aérea Colombiana) y Máster of Strategic Studies (Air War College).

### Cargos desempeñados
Se ha desempeñado como Coordinador de Vuelos Sección Operaciones de Vuelo de la Jefatura de Operaciones Aéreas, Profesor Decanatura Institucional, Segundo Comandante del Comando Aéreo de Combate No. 5, Comandante del Comando Aéreo de Combate No. 3, Agregado Aéreo en la Embajada de Colombia en Washington D. C., Comandante del Comando Aéreo de Combate No. 1. y efe Jefatura de Operaciones Aéreas.

## Condecoraciones
Han sido las siguientes:
- Medalla Militar “Francisco José de Caldas”.
- Medalla Militar Guardia Presidencial.
- Orden Cruz de la Fuerza Aérea al “Mérito Aeronáutico”.
- Orden al Mérito Coronel “Guillermo Fergusson”.
- Orden de “San Carlos”.
- Medalla Águila de Gules.
- Orden del Mérito Militar “José María Córdova”.
- Medalla Servicios Distinguidos Policía Nacional.
- Medalla General Rafael Reyes.
- Medalla Minerva.
- Medalla Simil de Oro.
- Medalla Militar Escuela Superior de Guerra.
- Orden del Mérito Militar “Antonio Nariño”.
- Distintivo Notable en Seguridad Aérea.
- Distintivo Air War College.
- Medalla CR. Atanasio Girardot.
- Medalla “Marco Fidel Suárez”.
- Medalla Servicios Distinguidos a la Infantería de Marina.
- Medalla Servicios Distinguidos a la Fuerza de Superficie.
- Mención de Honor Grado a la Excelencia.
- Medalla Servicios Distinguidos en Orden Público.
- Medalla Servicios Distinguidos a la Armada Nacional.
- Medalla Puerta de Oro de Colombia.
- Medalla Militar “Al Mérito de la Reserva”
- Medalla Servicios Distinguidos a la Seguridad y Defensa de Bases.